# Jean-Jacques Bouhon
Pour les articles homonymes, voir Bouhon.
Jean-Jacques Bouhon, né le 19 septembre 1947 à Paris et mort dans cette même ville le 27 septembre 2017, est un directeur de la photographie français. 

## Biographie
Jean-Jacques Bouhon est également le fondateur et président de l'AFC et responsable de la section Image à l'école de cinéma la Fémis.

## Filmographie sélective
- 1979 : Destins parallèles de Jean-Yves Carrée (moyen métrage)
- 1984 : La Voix humaine, de Jean Cocteau de Michael Lonsdale (moyen métrage)
- 1985 : En l'absence du peintre de Marie-Geniève Ripeau, primé au Festival du Film d’art, Beaubourg.
- 1985 : Trois hommes et un couffin de Coline Serreau (cadreur)
- 1986 : Beau temps mais orageux en fin de journée de Gérard Frot-Coutaz
- 1988 : Les Prédateurs de la nuit (Faceless) de Jesús Franco (2e équipe)
- 1989 : La Soule de Michel Sibra
- 1989 : La Chute des aigles de Jesús Franco
- 1991 : Lune froide de Patrick Bouchitey
- 1991 : Mafia rouge de Michel Sibra
- 1994 : Waati de Souleymane Cissé
- 1995 : Raï de Thomas Gilou
- 1997 : La Vérité si je mens ! de Thomas Gilou
- 2002 : Madame Brouette de Moussa Sène Absa, primé à la Berlinale
- 2004 : Les Choristes de Christophe Barratier
- 2005 : Le Temps des cerises de Jean-Julien Chervier